# Bjarne Henriksen
Bjarne Henriksen (Såderup, 18 de gener de 1959) és un actor de cinema i televisió danès.

## Trajectòria
Henriksen va néixer a Såderup, a l'illa de Fiònia, el 1959. Ha treballat en produccions teatrals al Jomfru Ane Teatret d'Aalborg i al teatre Svalegangen d'Aarhus, i ha interpretat papers secundaris en nombroses pel·lícules daneses des de finals dels anys 1990 fins a l'actualitat, com De største helte, Festen, Kinamand, Af banen i Jagten, i ha aparegut en dues pel·lícules de Jonas Elmer: Let's Get Lost i Monas verden.
Més recentment, ha estat conegut per interpretar el paper principal de Theis Birk Larsen, pare de la Nanna Birk Larsen assassinada a la primera temporada de la sèrie dramàtica de televisió Forbrydelsen, emesa per primera vegada el 2007. El 2011, Henriksen, juntament amb Sofie Gråbøl, Søren Malling, Ann Eleonora Jørgensen i Lars Mikkelsen van ser nominats als Crime Thriller Awards anglesos pel seu treball a Forbrydelsen.
El 2015, Henriksen va interpretar el paper del capità de ferri danès Søren Carlsen a la sèrie dramàtica criminal islandesa Trapped.